# Nick Willis
Nick Willis, född den 25 april 1983, är en friidrottare från Nya Zeeland som tävlar i medeldistanslöpning.

## Karriär
Willis deltog vid VM för juniorer 2002 där han slutade på fjärde plats på 1 500 meter. Han deltog även vid de Olympiska sommarspelen 2004 där han tog sig vidare till semifinal men väl där inte nådde finalen och samma sak hände vid VM 2005 i Helsingfors.
Hans första stora titel vann han vid Samväldesspelen 2006 då det blev guld på 1 500 meter. Vid VM 2007 tog han sig vidare till finalen men slutade där på 10:e plats. 
Willis deltog vid Olympiska sommarspelen 2008 där han slutade på tredje plats vilket var Nya Zeelands första manliga olympiska medalj sedan 1976. Då det senare framkom att segraren Rashid Ramzi varit dopad fick Willis silvermedaljen.
I augusti 2021 vid OS i Tokyo blev Willis utslagen i semifinalen på 1 500 meter.